# Castelvetro Piacentino
Castelvetro Piacentino is een gemeente in de Italiaanse provincie Piacenza (regio Emilia-Romagna) en telt 5129 inwoners (31-12-2004). De oppervlakte bedraagt 35,1 km², de bevolkingsdichtheid is 138 inwoners per km².
De volgende frazioni maken deel uit van de gemeente: Croce Santo Spirito, Mezzano Chitantolo, San Giuliano.

## Demografie
Castelvetro Piacentino telt ongeveer 2170 huishoudens. Het aantal inwoners daalde in de periode 1991-2001 met 0,7% volgens cijfers uit de tienjaarlijkse volkstellingen van ISTAT.
| Jaar | Inwoneraantal |
| ---- | ------------- |
| 1991 | 4874          |
| 2001 | 4839          |

## Geografie
De gemeente ligt op ongeveer 39 m boven zeeniveau.
Castelvetro Piacentino grenst aan de volgende gemeenten: Cremona (CR), Gerre de' Caprioli (CR), Monticelli d'Ongina, Spinadesco (CR), Stagno Lombardo (CR), Villanova sull'Arda.
Agazzano · Alseno · Alta Val Tidone · Besenzone · Bettola · Bobbio · Borgonovo Val Tidone · Cadeo · Calendasco · Caorso · Carpaneto Piacentino · Castel San Giovanni · Castell'Arquato · Castelvetro Piacentino · Cerignale · Coli · Corte Brugnatella · Cortemaggiore · Farini · Ferriere · Fiorenzuola d'Arda · Gazzola · Gossolengo · Gragnano Trebbiense · Gropparello · Lugagnano Val d'Arda · Monticelli d'Ongina · Morfasso · Ottone · Piacenza · Pianello Val Tidone · Piozzano · Podenzano · Ponte dell'Olio · Pontenure · Rivergaro · Rottofreno · San Giorgio Piacentino · San Pietro in Cerro · Sarmato · Travo · Vernasca · Vigolzone · Villanova sull'Arda · Zerba · Ziano Piacentino
1. ↑  https://demo.istat.it/?l=it.